# 들풀거미
들풀거미(학명: Agelena limbata)는 거미목 가게거미과 풀거미속에 속하는 정주성 거미의 일종이다. 1897년 타메를란 토렐에 의해 학계에 기재되었다. 미얀마·라오스·중국·대만 등 아시아 등지에서 발견되며 한국에도 분포한다.